# Уксянское
Уксянское (Уксянка) — село в Курганской области, расположенное на обоих берегах реки Барнева. Административный центр Уксянского сельсовета. Крупнейший сельский населённый пункт в Далматовском районе, Россия.  

## Географическое положение
Уксянское село муниципального образования «Далматовский район» Курганской области расположено от города Екатеринбург в 180 километрах к юго-востоку, на дороге Шадринск— Челябинск, на обоих берегах реки Барнева и впадающей в неё реки Уксянка. Обе реки летом часто пересыхают. В 35 километрах южнее районного центра города Далматово (42 км по автодороге), в 155 километрах к северо-западу от областного центра города Кургана (190 км по автодороге).

### Часовой пояс
Уксянское, как и вся Курганская область, находится в часовой зоне МСК+2. Смещение применяемого времени относительно UTC составляет +5:00.

## История
Село Уксянское возникло между 1710—1719 годами. В 1710—1719 годах село впервые было занесено в государственные переписные книги.
По легенде, первые переселенцы услышали, как башкиры, остановившиеся на отдых неподалёку от них, оживлённо беседовали между собой, когда обнаружили на поляне дикий чеснок «уксин». Назвали речку Уксиночкой, а слободу Уксинской.
Во время башкирского бунта башкиры в 1736 году сожгли село, которое в то время было опоясано рвом и валом; той же участи подверглись и близ лежащие деревни Уксянского прихода (Пески, Любимова и др.). Многие жители были или убиты, или отведены в плен; лошади и рогатый скот были отогнаны кочевниками в степные улусы, имение было разграблено.
Во время Пугачёвского восстания 9 марта 1774 года приверженцы Пугачева, около 7 тысяч человек, преследуемые правительственными войсками, решились дать бой под селом. Правительственные войска под командованием Деколонга подошли к селу из Шадринска, и встали рядом с деревней Любимовой (Голухиной тож). За три версты от села мятежники встретили войска сильной канонадой; войска не уклонились от битвы; началась схватка; мятежники были разбиты, потеряли всю свою артиллерию; более 800 человек их было убито, много взято в плен, а остальные разбежались, преследуемые конницей. Долго после того жители собирали на месте боя пули, ядра и копья со стрелами.
В 1843 году до уксянцев дошла весть о предполагаемой продаже крестьян в крепостное состояние и они взбунтовалось. Зачинщиком волнений был житель деревни Любимово. Георгиевский кавалер, отставной солдат Алексей Андреевич Маленьких, по прозвищу Шило. Были взяты бунтовщиками дьякон Яков и дьячок Александр Крутиховской. 13 апреля они предстали перед судом Шило, который требовал от них подлинников документов с золотой печатью и с золотыми обложками и приказал подвергнуть их пыткам. На дьякона Якова вылили 50, а на дьячка – 70 бадей холодной воды. Дьячок потерял сознание. На следующий день снова допрашивали, и дьякон сказал, что подлинник в церкви, годе заперлись священник Савва Шеин с братом Василием, женой Еленой, пономарём Матвеем Тороповым и членами волостного правления, всего 15 человек. Бунтовщики стали ломиться туда, но были отражены камнями, запасёнными на колокольне. Бунт был подавлен карательным отрядом 17 апреля. Шило был разжалован. Всем бунтовщиков наказали, их прогнали сквозь строй и сослали в Сибирь.
В конце XIX века сельчане все были православными и занимались земледелием, скотоводством и птицеводством.
В начале XX века отмечалось, что для задержания воды необходимой в хозяйстве, особенно при значительно развитом здесь птицеводстве, жители села устраивали запрудки, в которых вода скоро застаивалась, грязнилась и становилась совершенно негодной для употребления. Воду для питья брали из колодцев. Отсутствие хорошей воды, недостаток не только в хвойном, но даже в лиственном лесе делали положение сельчан далеко неблагоприятным в гигиеническом отношении, придавая местности степной характер. Почва большей частью была чернозёмной, при достаточном орошении, давала обильный урожай пшеницы.
В начале 1918 года установлена Советская власть (25 января 1918 установлена в г. Далматов). В июле 1918 года — белогвардейская власть (11 июля 1918 установлена в г. Далматов). В 1919 года вновь установлена Советская власть (1 августа в г. Далматов, 4 августа — в г. Шадринск, 14 августа — в г. Курган). 15 сентября 1919 года белых выбили из Уксянского, первым водрузил над зданием сельского Совета красный флаг Иван Яковлевич Кротов, он потом был избран первым председателем совета. В 1919 году образован Уксянский сельсовет.
В 1920 году в Уксянскую волость Шадринского уезда Екатеринбургской губернии входили: село Уксянское, Любимово, Песчано-Коледино; деревни: Полозовка, Брюхановка, выселка Кривская.
В ноябре 1923 года Уксянский сельсовет вошёл в Белоярский район Шадринского округа Уральской области; с 1 января 1932 года — в Далматовский район той же области.
В 1930 году образована МТС. Директором назначали И.Я. Кротова. Осенью в МТС из г. Шадринска пришли первые трактора американской марки «Кейс». Тракторный парк МТС первое время размещался во дворе поповского дома. Контора МТС находилась в двухэтажном доме. 
Постановлением Президиума Челябинского облисполкома от 29 января 1935 года был образован Уксянский район с центром в с. Уксянском. В Уксянский район вошли сёла Басказык, 2-я Белоярка, Лобаново, Анчугово, Верх-Теча, Камышевский, Бугаевский, Казанцевский сельсоветы — из Катайского района; из Далматовского района — Барабинский, Брюховской, Лебяжский, Любимовский, Макарьевский, Новопетропавловской, Песчано-Колединский, Уксянский и Юровский сельсоветы; из Шадринского района — 1-й Белоярский. 1 февраля 1963 года Уксянский район был упразднён. Село Уксянское вошло в Далматовский район.
В годы Великой Отечественной войны 530 уксянцев ушло на фронт, погибли 343, пропали без вести 65.
Решением Курганского облисполкома № 106 от 23 марта 1964 года с. Уксянское, д. Брюхановка, п. усадьбы МТС объединены в с. Уксянское.
Решением Курганского облисполкома № 378 от 27 сентября 1965 года с. Уксянское, д. Северная объединены в с. Уксянское. Ранее, Решением Курганского облисполкома № 434 от 9 декабря 1963 года н.п. Катайского совхоза «Загототкорм» переименован в д. Северная.
В годы Советской власти жители села работали в колхозе «Рассвет» (1950-е годы), затем в мясо-молочном совхозе «Ясная Поляна» (1960-е годы). В 1970-е — 1980-е годы работали в совхозе «Уксянский».
13 июня 2001 года было зарегистрировано Закрытое акционерное общество «Далур» по производству сырья для обеспечения атомной энергетики ядерным топливом (уран).

## Церковь

Церковь, юго-западный вид, август 1924 года.

Первая деревянная церковь была построена в 1721 году и была освящена в честь Сретения Господня. В 1836 году церковь была закрыта, а на этом месте был поставлен каменный памятник в 80 саженях к западу от новой церкви. В 1837 году из разобранной старой деревянной церкви построена часовня на приходском кладбище и освящена в честь св. мучеников Флора и Лавра.
Новая каменная церковь была заложена в 1801 году. Нижний храм освящён шадринским протоиреем Павлом Золотавиным с благословения пермского епископа Иустина в честь Сретения Господня в 1813 году, а верхний храм был освящён во имя святой Троицы в 1836 году. Крест, венчающий купол, был на высоте 42 метров, толщина стен — 1,2 метра. Колоколов было всего 10: самый лёгкий колокол весил 15 пудов, самый тяжелый — 115 пудов 31 фунт. Каменная ограда была построена в 1828 году по проекту инженера Лалетина. Кирпич для ограды 70 тысяч штук, в том числе 20 тысяч круглого, подрядились делать далматовские мастера Федот Яковлевич Старцев и Никита Егорович Добролюбов. Парадные металлические двери и решетки для ограды изготовлены по рисункам Павла Александровича Устинова, стены алтаря расписаны далматовским живописцем Павлом Никулиным. В 1845 году вокруг церкви была обведена каменная ограда.
В 1933 году церковь закрыли, убрали колокола. Самый большой колокол (весил 500 пудов) спускали так: в крыше и стене сделали проём, а из брёвен соорудили катушки. При падении он глубоко ушёл в землю. Рвали динамитом. Осколки на лошадях увезли в г. Шадринск. Мелкие колокола оставили в Уксянке и пустили на хозяйственные нужды. Ныне от церкви остались руины.

## Образование
В 1849 году священник Савва Шеин открыл церковно-приходское училище. Через год это училище перешло в ведение Палаты государственных имуществ. Учителю было определено жалование 100 рублей в год. Наставником училища назначили Сергея Грушевского. В год открытия училища в нём обучалось 8 мальчиков и 4 девочки. В 1870 году училище перешло в ведение земства. В 1873 году его посещали 60 учеников.
В 1900 году в селе существовала земская школа.
В 1934 году в селе построена новая двухэтажная школа, в этом здании школа существовала до 01.09.2016.
1 сентября 2016 г. в селе Уксянском состоялось открытие нового здания МКОУ «Уксянская средняя общеобразовательная школа».

## Достопримечательности
С сентября 1978 года на территории села расположен памятник — танк «Тракторист Уксянской МТС Курганской области», построенный на средства рабочих и служащих Уксянской МТС. 13 января 1945 года коммунист старшина Филипп Семенович Засыпкин (24 ноября 1914, с. Любимово — 11 января 2000), ранее работавший шофёром Уксянской МТС, принял танк и с ним дошёл до Берлина. Экипаж танка: командир танка Адам Саркисович Гонжиян, механик–водитель Филипп Семёнович Засыпкин, стрелок-радист Дмитрий Тимофеевич Лоботнёв, заряжающий Васецкий.
В центре села установлен Обелиск павшим за Родину, открытый 31 августа 1967 года; скульптор Абакумов. Обелиск выполнен из кирпича, оштукатурен. Первоначально был окрашен. В основании обелиска усеченная четырехугольная пирамида. С четырех сторон выполнены арки, внутри которых располагаются картины с изображением батальных сцен. Выше расположен прямоугольный параллелепипед. На его гранях укреплены мраморные плиты с фамилиями 343 уксянцев, не вернувшихся с Великой Отечественной войны. Далее располагается восьмиугольная пирамида. В период открытия Обелиска она была разделена на 5 сегментов. В настоящее время гладкая, обшита металлическими пластинами. Венчает Обелиск пятиконечная звезда. У основания Обелиска расположены цветочные клумбы, разделенные дорожкой. Первоначально ограда представляла собой кирпичные столбики с цепями. 
В настоящее время выполнена ограда из металлических труб.

## Население
| 1719  | 1869  | 1904  | 1920  | 1926  | 1939  | 1959  |
| ----- | ----- | ----- | ----- | ----- | ----- | ----- |
| 183   | ↗1923 | ↗3583 | ↘2557 | ↘2349 | ↘2212 | ↘1654 |
| 1989  | 2002  | 2004  | 2010  | 2012  | 2013  | 2014  |
| ↗2294 | ↘2163 | ↗2176 | ↘1956 | ↘1931 | ↘1875 | ↘1810 |
| 2015  | 2016  | 2017  |       |       |       |       |
| ↘1783 | ↘1755 | ↗1762 |       |       |       |       |

Национальный состав
- По переписи населения 2002 года проживало 2163 человека, из них русские — 94 %.
- По данным переписи населения 1959 года население села Уксянское составляло 1654 человека[13].
- По переписи населения 1926 года в с. Уксянска проживало 2349 человека, из них русские — 2348 чел., зыряне (коми) — 1 чел., в д. Брюхановка — 1046 чел., все русские. Итого — 3395 чел.

В 1719 году в Уксянском было 26 дворов, проживало 183 человека; в 1869 году — 270 дворов, где проживало 933 мужчины и 990 женщин. В селе была церковь, часовня, волостное правление, 3 торжка, базар по субботам.
В 1904 году численность населения в с. Уксянском и д. Брюхановке — 3583 чел. Из них приписанное к сельским обществам — 3552 чел. и не приписанное к сельским обществам — 31 чел.

## Деревня Брюхановка
Деревня Брюхановка была расположена в 2 километрах западнее с. Уксянского, на левом берегу реки Уксянки и южом берегу озера Вавилово.
Решением Курганского облисполкома № 106 от 23 марта 1964 года с. Уксянское, д. Брюхановка, п. усадьбы МТС объединены в с. Уксянское.